# Simonestus validus
Simonestus validus is een spinnensoort uit de familie van de loopspinnen (Corinnidae).
De wetenschappelijke naam van de soort werd in 1898 als Diestus validus gepubliceerd door Eugène Simon.